# Ahmet Ertegun Tribute Concert

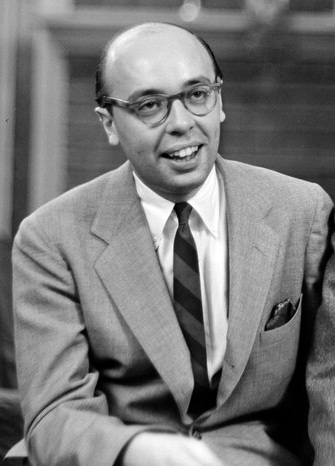
Ahmet Ertegün (ca. 1960).

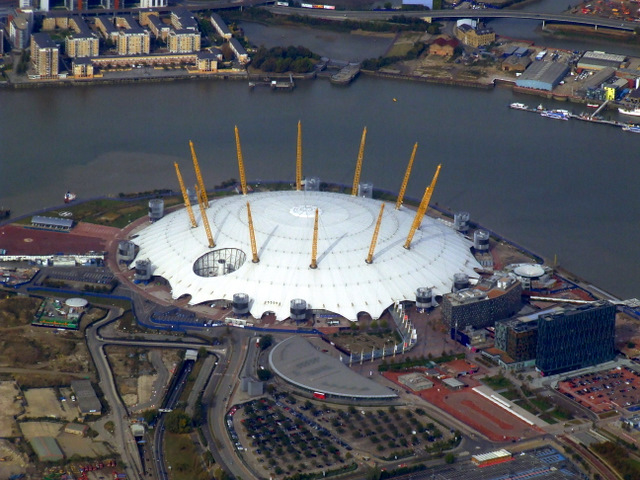
De O2 Arena in Londen.

Het Ahmet Ertegun Tribute Concert was een benefietconcert ter nagedachtenis aan de medeoprichter van het platenlabel Atlantic Records, Ahmet Ertegün. Het concert vond plaats op 10 december 2007 in de O2 Arena in Londen. De hoofdact was de Engelse rockband Led Zeppelin die, sinds de dood van drummer John Bonham op 25 september 1980, voor het eerst weer een volledig concert gaf. De zoon van Bonham, Jason Bonham nam de plaats in van zijn overleden vader.

## Achtergrond
Op 12 september 2007 werd door de Engelse concert organisator Harvey Goldsmith bekendgemaakt dat de drie overgebleven leden van Led Zeppelin, Jimmy Page, Robert Plant en John Paul Jones), samen zouden komen voor een reünieconcert, waarbij Jason Bonham de plaats in zou nemen van zijn vader John. Het concert stond gepland voor 26 november 2007. De opbrengst zou ten goede komen aan het Ahmet Ertegun Education Fund. Op 1 november 2007 werd echter bekendgemaakt dat gitarist Jimmy Page zijn linkerpink had gebroken en het concert daarom uitgesteld werd tot 10 december 2007.
Wereldwijd waren er zo’n twintig miljoen online aanvragen voor tickets waarmee, volgens het Guinness Book of Records (editie 2009), een wereldrecord werd gebroken.
Vanwege de massale belangstelling werd er een online loterijsysteem ontwikkeld, waarbij de tickets (à £125 / $254) bij willekeur werden verloot. Per inschrijving werden er maximaal twee tickets verloot, zodat achtduizend fans in het bezit konden komen van de zestienduizend, voor het publiek beschikbaar gestelde, tickets. Om eventuele doorverkoop van tickets te voorkomen, moesten de loterijwinnaars zich in Londen met een geldige identiteitskaart melden om zodoende in het bezit van de tickets en polsbandjes voor de entree te komen.
Jimmy Page zei later over de massale belangstelling:

Ik wist dat het snel uitverkocht zou zijn, maar de golf van euforie die aan het optreden voorafging, ging mijn voorstellingsvermogen ver te boven. We hebben een aantal chaotische optredens gedaan in het verleden waaronder "Live Aid", dus als we ooit weer samen zouden optreden moest het op een fatsoenlijke manier.

In maart 2012 werd door de weduwe van Ahmet Ertegün, Mica Ertegün, bekend gemaakt dat de totale opbrengst vijfenveertig miljoen dollar bedroeg.
Op 19 november 2012 werden van het optreden de concertfilm Celebration Day en het gelijknamige livealbum uitgegeven. Op 8 december van hetzelfde jaar zond de BBC een verkorte versie uit van het optreden.

## Het concert

### Voorprogramma
Het concert werd geopend door een gelegenheidsband, bestaande uit Keith Emerson, Chris Squire, Alan White, Simon Kirke en de blazerssectie van Bill Wyman's Rhythm Kings. Ze speelden het Emerson, Lake & Palmer nummer, "Fanfare for the Common Man" en gedeelten van het Yes nummer, "The Fish" en het Led Zeppelin nummer, "Kashmir".

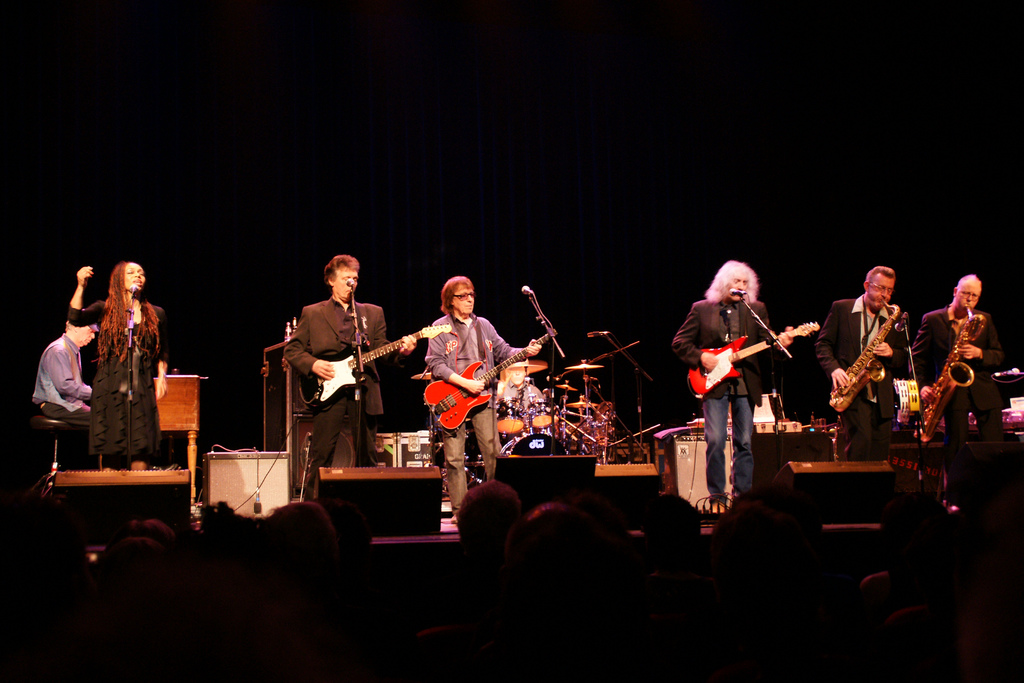
Bill Wyman's Rhythm Kings in de Stadsschouwburg Middelburg in Middelburg, 27-01-2009.

Verder traden nog op, Maggie Bell, Alvin Lee, Paul Rodgers, Paolo Nutini en Foreigner. Het grootste gedeelte van het voorprogramma werd verzorgd door de Bill Wyman's Rhythm Kings, waarbij Nutini en Rodgers beiden twee nummers zongen. Het optreden van Foreigner werd verzorgd door de oud-leden van de band, Mick Jones en Brian Tichy met de Rhythm Kings als begeleiding. Pete Townshend stond ook op het programma, maar trok zich terug toen hij hoorde dat Led Zeppelin op zou treden. Hij zei: "Die hebben mij echt niet nodig." 

### Led Zeppelin

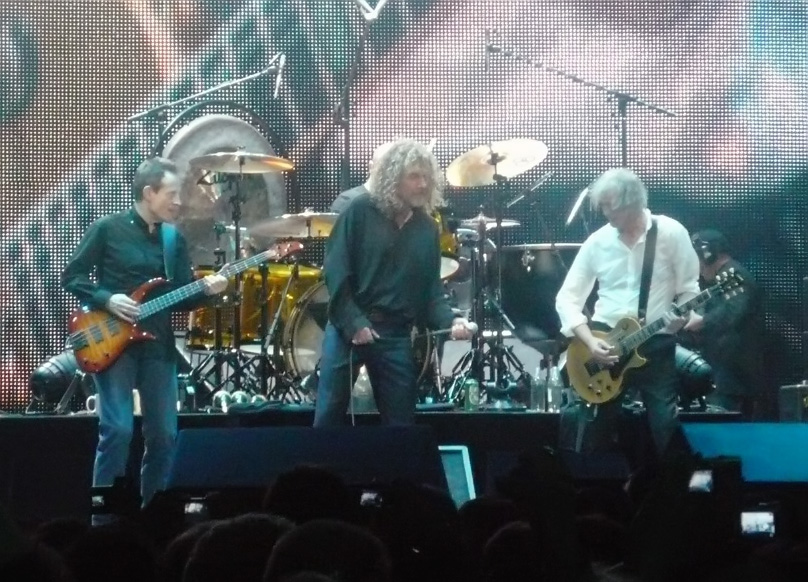
Led Zeppelin in de O2 Arena in Londen tijdens het Ahmet Ertegun Tribute Concert op 10 december 2007.

Led Zeppelin speelde zestien nummers, inclusief de twee toegiften, die bijna hun gehele carrière omvatte. Alleen nummers van hun laatste album In Through the Out Door uit 1979, kwamen niet aan bod.
In een interview dat Jimmy Page gaf tijdens de repetities voor het optreden zei hij:

We werden verzocht om veertig minuten te spelen, maar we kwamen er al snel achter dat dat veel te kort was. Als we "No Quarter", "Moby Dick" en "Dazed and Confused" zouden spelen inclusief alle solo’s, dan hadden we al meer dan een uur nodig. We zijn uiteindelijk van vijfenzeventig naar negentig minuten, tot maximaal twee uur gegaan. Het is voor mij onmogelijk om nog drieëneenhalf uur achtereen te spelen, want daar heb ik gewoon de energie niet meer voor. Maar twee uur red ik nog wel. Om na zoveel jaar weer terug te komen met Led Zeppelin muziek, is het een uitdaging om zoveel mogelijk nummers te spelen. Maar de vraag is, welke kunnen we nog werkelijk spelen? 

Twee nummers werden voor het eerst in hun geheel live gespeeld, "Ramble On" en "For Your Life".
John Paul Jones zei hierover:

 "For Your Life" voelt goed, vooral omdat we het bijna nooit hebben gespeeld. Het voelt allemaal heel nieuw voor mij omdat het jaren geleden is dat ik dit allemaal heb gespeeld, en thuis luister ik nooit meer naar de platen... Jason (Bonham) maakt het ook interessanter omdat hij niet probeert precies als zijn vader te spelen.

### Setlist
1. Good Times Bad Times - (John Paul Jones, Jimmy Page, John Bonham, Robert Plant)
2. Ramble On - (Page, Plant)
3. Black Dog - (Page, Plant, Jones)
4. In My Time of Dying - (Page, Plant, Jones, Bonham)
5. For Your Life - (Page, Plant)
6. Trampled Underfoot - (Page, Plant, Jones)
7. Nobody's Fault But Mine - (Page, Plant)
8. No Quarter - (Page, Plant, Jones)
9. Since I've Been Loving You - (Page, Plant, Jones)
10. Dazed and Confused - (Page, gebaseerd op “Dazed and confused” van Jake Holmes uit 1967)
11. Stairway to Heaven - (Page, Plant)
12. The Song Remains the Same - (Page, Plant)
13. Misty Mountain Hop - (Page, Plant, Jones]
14. Kashmir - (Page, Plant, Bonham)

Toegiften:
1. Whole Lotta Love - (Willie Dixon, Page, Plant, Jones, Bonham)
2. Rock and Roll - (Page, Plant, Jones, Bonham)

### Bezetting

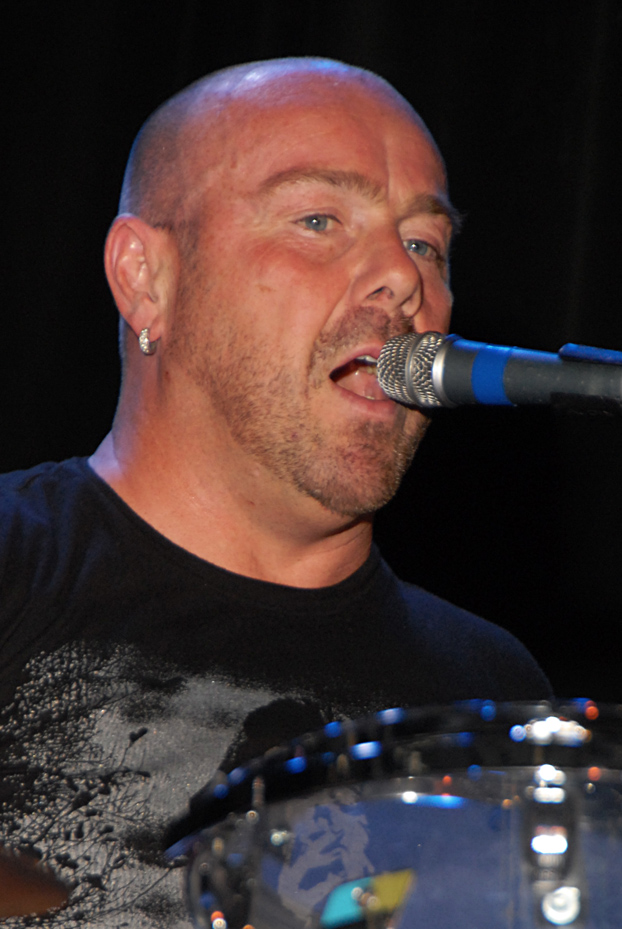
Drummer Jason Bonham tijdens een optreden in The Roxy, West Hollywood, Californië op 11 oktober 2009.

- Jason Bonham - drums, percussie, achtergrondzang op "Good Times Bad Times" en "Misty Mountain Hop"
- John Paul Jones - basgitaar, Korg OASYS-synthesizer, Korg X50-synthesizer
- Jimmy Page - gitaar, theremin
- Robert Plant - zang, mondharmonica op "Nobody's Fault But Mine", tamboerijn op "In My Time of Dying" en "Stairway to Heaven"

## Beroemde bezoekers
Omdat de algemene verwachting was dat dit het laatste Led Zeppelin concert ooit zou zijn, waren er diverse beroemdheden aanwezig, waaronder Joe Elliott (Def Leppard), Chad Smith, Dave Grohl, BBC Radio 1 DJ’s Chris Moyles en Fearne Cotton, Chris Evans, Ilan Rubin, Paul McCartney, Jeff Beck, Brian May, David Gilmour, Lulu, Noel en Liam Gallagher (Oasis), Ann Wilson (Heart), Arctic Monkeys, The Edge, Bernard Sumner, Dave Mustaine, Peter Gabriel, John Squire (The Stone Roses), Mick Jagger, kroonprins Frederik van Denemarken, Juliette Lewis, James Dean Bradfield, Richard Hammond, Jeremy Clarkson, Richard Ashcroft, Marilyn Manson, Warren Haynes, Kate Moss, Naomi Campbell, David Boreanaz, W. Earl Brown, Jerry Hall, Priscilla Presley, Paris Hilton, en Neil Finn.

## Recensies
De aanwezige muziekjournalisten waren vol lof over het optreden van Led Zeppelin. Het Britse muziektijdschrift New Musical Express vekondigde:

Wat ze hier vanavond hebben laten zien, is het bewijs dat ze nog steeds kunnen presteren op het niveau waaraan ze hun legendarische reputatie hebben te danken... We kunnen alleen maar hopen dat dit niet het laatste is dat we van hen gezien hebben. 

Het Amerikaanse tijdschrift The New Yorker schreef:

De mislukte optredens van de jaren tachtig en negentig zijn vervangen door een triomf, en de band zal tevreden zijn dat ze Ertegün de eer hebben doen toekomen die hij verdient, met zo’n energiek optreden. 

Leden van de band waren zelf ook tevreden over het optreden.
Jimmy Page:

Het was een muzikaal feest, een feest vanwege het feit dat de essentie daarvan, de energie, er nog steeds was.  Het is fantastisch wat we gedaan hebben. Ik kijk erop terug met veel genegenheid, maar Jason (Bonham) was die avond de held. Voor mij draaide het optreden om hem. 

Robert Plant:

Op muzikaal gebied hadden we in het verleden geweldige momenten, en op 10 december waren er daar verschillende van. Je moet wel bedenken dat we nu oude kerels zijn en geen heupwiegende tieneridolen. Het was leuk... Ik weet niet of het echt serieus te noemen was. En Jimmy (Page) was af en toe goed op stoom. 

Tijdens een interview in januari 2010, met de Britse krant The Times, reageerde Page als volgt op de woorden van Plant:

We speelden echt heel erg goed. Maar we speelden met een totaal andere instelling dan tijdens de repetities, hoewel die ook verrekte goed waren. Het is eigenlijk een schande dat het bij dat ene optreden is gebleven. Nu zijn we ruim twee jaar verder en iedereen is weer met zijn eigen ding bezig, maar het is niet anders. 